# 欧阳自远
欧阳自远（1935年10月9日—），江西吉安人，祖籍江西上饶，中国天体化学与地球化学家。第三世界科学院院士，国际宇航科学院院士，中国科学院院士。嫦娥工程一期首席科学家和二期高級顧問，被誉为嫦娥之父。

## 生平
1935年10月9日，欧阳自远出生于江西吉安的一个医药世家。1952年，高中毕业的欧阳自远成功考入北京地质学院，1956年毕业后考入本校研究生兼助教，并1956年3月加入中国共产党，次年转入中国科学院地质研究所矿床专业学习。1960年毕业后他本来被选派赴苏联留学，但因中苏交恶而未能成行，留在地质研究所任助理研究员。同年，开始在中国率先系统开展各类地外物质（隕石、宇宙尘、月岩）和比较行星学的研究工作。1961年中国科学院地质研究所研究生毕业。此后欧阳自远进入中国科学技术大学原子核物理系进修。1964至1978年间，欧阳自远受中国国防科委之托，带队组成219研究小组参加了中国原子弹的研究工作，负责选取地下核試驗试验场、爆炸过程模拟、防止地下水污染与综合地质效应研究，成功确保了中国开展的两次地下核爆炸实验均无任何核废料的扩散与污染。
1966年4月，欧阳自远转入地球化学研究所，后于1988年升为所长。其间曾于1980至1981年间和1983至1984年间两度赴德国马普核物理研究所进修。
1976年吉林陨石雨后，中科院组织欧阳自远带队赴现场考察。欧阳自远对搜集来的陨石进行深入研究并发表了100多篇论文，并创作出《天体化学》这一中国天体化学领域的开山之作，奠定了中国天体研究的基础。
1978年，欧阳自远联合中国科学院原子能研究所、原子核研究所等机构的科学家，开展了对月岩样品的研究工作，并就此发表了14篇研究论文，促进了中国月球科学的发展。1991年，欧阳自远当选为中国科学院学部委员，次年，欧阳首次提议中国应该开展月球探测工作，并于1993年开始积极呼吁中国政府启动探月工程项目，但遭到多方反对。1993年1月，欧阳任贵州省人大常委会副主任、党组成员兼财政经济委员会主任委员，次年又兼任贵州省科技协会主席。2001年退休后不再兼任贵州人大职务。欧阳还兼有贵州大学名誉校长、中国国家天文台高级顾问以及北京大学、南京大学、中国科学技术大学、华东师范大学、浙江大学、复旦大学等十余所大学的兼职教授职务。
2004年1月24日，中国国务院批准第一期绕月探测立项，并命名为嫦娥工程，欧阳自远被任命为中国月球探测工程首席科学家。2008年6月13日，欧阳自远任奧運聖火在贵州省传递的第一棒火炬手。2014年11月，國際天文聯會小行星命名委员会将一颗由中国国家天文台发现、并获得国际永久编号的第8919号小行星正式命名为“欧阳自远星”，以表彰欧阳自远对中国月球探测事业所做出的贡献。